# 越智博美
越智 博美（おち ひろみ、1962年 - ）は、日本のアメリカ文学者、専修大学教授。

## 人物・来歴
1985年お茶の水女子大学文教育学部英文科卒、1992年同大学院博士課程を単位取得満期退学、1992年一橋大学専任講師、助教授を経て、2005年教授、2020年専修大学国際コミュニケーション学部教授。2012年「モダニズムの南部的瞬間 南部農本主義から新批評へ」でお茶の水女子大学博士（人文科学）。専門はアメリカ南部文学、ジェンダー研究。

## 著書
- 『カポーティ 人と文学』（世界の作家）勉誠出版、2005.12
- 『モダニズムの南部的瞬間 アメリカ南部詩人と冷戦』研究社、2012.3

### 共編著
- 『ジェンダーから世界を読む 2』（表象されるアイデンティティ）中野知律共編著. 明石書店、2008.12
- 『文学研究のマニフェスト ポスト理論・歴史主義の英米文学批評入門』三浦玲一編著、遠藤不比人、大田信良、河野真太郎、中井亜佐子、中山徹共著. 研究社、2012.12
- 『ジェンダーにおける「承認」と「再分配」：格差、文化、イスラーム』河野真太郎共編著. 彩流社、2015.3
- 『脱領域・脱構築・脱半球 二一世紀人文学のために』巽孝之監修、下河辺美知子、後藤和彦、原田範行共編著. 小鳥遊書房、2021.10

### 翻訳
- ジョン・グロス『ユダヤの商人シャイロック』富山太佳夫共訳. 青土社、1998.4
- レイモンド・ウィリアムズ『完訳キーワード辞典』椎名美智、武田ちあき、松井優子共訳. 平凡社ライブラリー、2011.6
- コーネル・ウェスト『民主主義の問題 帝国主義との闘いに勝つこと』松井優子、三浦玲一共訳. 法政大学出版局、2014.2
- ジュディス・バトラー『問題=物質(マター)となる身体 「セックス」の言説的境界について』佐藤嘉幸監訳、竹村和子ほか共訳. 以文社、2021.5

## 論文
- <越智博美